# Yves Degryse
Yves Degryse (Oudenaarde, 26 september 1977) is een Vlaams acteur en regisseur, die vooral actief is in het theater.
Degryse maakte van 2000 tot 2009 deel uit van het theatercollectief SKaGeN en richtte in 2003 samen met Bart Baele en Caroline Rochlitz het theatergezelschap Berlin op. Als acteur kreeg hij zijn opleiding bij Dora van der Groen. In 2009 en 2012 had hij een bijrol in twee films van Felix Van Groeningen, De helaasheid der dingen en The Broken Circle Breakdown. Zijn doorbraak bij het grote publiek kwam met zijn rol van Anthony Biets in Callboys.
Vanaf eind 2023 treedt Degryse samen met Barbara Raes en Melih Gençboyacı aan als nieuwe artistieke leiding van NTGent. Binnen die samenwerking neemt Degryse de rol van maker op zich. Zijn theatergezelschap BERLIN treedt daarbij toe als vaste maker van NTGent. Met BERLIN als nieuwe huisartiest zal Degryse de komende jaren nieuw werk produceren bij NTGent. De nieuwe voorstelling Living Apartment Together staat gepland in 2025.

## Filmografie
- De helaasheid der dingen, 2009 - Franky
- The Broken Circle Breakdown, 2012
- Dit is Ronald, 2012
- Zuidflank, 2013 - dierenarts
- Callboys, 2016-2019 - Anthony Biets
- Chantal, 2022 - burgemeester Wim Vanhecke